# Ortofon
Ortofon er et dansk firma i Nakskov, der laver audio-tilbehør. De er kendt for at producere pickups til pladespillere, siden 2010 bestanddele til høreapparater (Ortofon Microtech).
Den 9. oktober 1918 grundlagde Axel Petersen og Arnold Poulsen firmaet Petersen & Poulsen Lydsystem, som senere skulle blive til Ortofon.[kilde mangler]
Den første pickup så dagens lys i 1948 og siden da er mere end 300 forskellige modeller blevet udviklet og produceret, blandt dem den ikoniske Concorde-model fra 1979, designet af den dansk-svenske industridesigner Jan Trägårdh.[kilde mangler]

## Visse produkter
- OM-tohjulet
(i 1981)
- OM-serie, DJ tohjulet
- Ortofon Concorde Pro
- Ortofon 2M, tohjulet  blue (i 2007)
- Quintet MC-serie
 (i 2013)
- Produkt fra Ortofon Microtech